# Saison 11 de PJ
Chronologie
Saison 10 de PJ Saison 12 de PJ
Cet article présente le guide des épisodes de la saison 11 de la série télévisée PJ (2007).

## Épisode 1:Crime
- Numéro :  110 (11.01)
- Scénaristes : Laurent Burtin et Marc Eisenchteter
- Réalisation : Claire de La Rochefoucauld
- Première diffusion : 
  -  France : 9 février 2007 sur France 2
- Audience : 
  -  France : 6 millions de téléspectateurs (22,8 % de PDM)[1]
- Commentaire : Cross-over avec Avocats et Associés. 2e partie dans l'épisode Désordre d'Avocats et Associés.
- Invités : François-Éric Gendron, Muriel Combeau, Jean-Claude Dauphin
- Résumé : À la suite d'un coup de téléphone alarmant, Chloé Matthieu apprend d'une inconnue que son fils est victime de maltraitances. Inquiète, elle convient d'un rendez-vous avec son interlocutrice. Là, elle tombe nez à nez avec maître Gladys Dupré. Mais c'est droit dans un piège que les deux femmes ont foncé tête baissée. Quel est le but de cette machination ? Toute la P.J. St Martin monte au créneau pour défendre Chloé. Quant aux membres du cabinet Zelder, ils sortent bec et ongles pour tirer leur consœur de ce guêpier.

## Épisode 2:Irresponsables
- Numéro :  111 (11.02)
- Scénariste : Corinne Elizondo
- Réalisation : Claire de La Rochefoucauld
- Première diffusion : 
  -  France : 16 février 2007 sur France 2
- Invités : Sara Martins : Dr Estelle Morin, Hervé Pierre : M. Rouche, Clotilde Mollet : Mme Rouche
- Résumé : Lors d'un contrôle sur la voie publique, une patrouille de police immobilise le véhicule de Marc, un homme de 25 ans, qui ne possède pas les papiers du véhicule. Le commandant Lukas se rend sur place, mais le suspect s'enfuit à toute allure. Quelques minutes plus tard, il vole le véhicule d'une jeune femme. De son côté, Agathe Monnier se rend au chevet d'Antoine Rouche. Retrouvé fort mal en point et enfermé à son domicile, cet homme accuse en effet son épouse d'avoir tenté de l'empoisonner avec des huîtres avariées et d'avoir déjà attenté à sa vie. La femme déclare que son mari est paranoïaque. Agathe et Rayann s'interrogent, mais interpellent la femme pour non-assistance.

## Épisode 3:Substance nuisible
- Numéro : 112 (11.03)
- Scénariste : Gilles-Yves Caro
- Réalisation : Claire de La Rochefoucauld
- Première diffusion : 
  -  France : 23 février 2007 sur France 2
- Invités : Sara Martins : Dr Estelle Morin, Michel Bompoil : Alain Fédon, Maroussia Dubreuil : Pauline
- Résumé : Une jeune femme est repérée assise dans sa voiture avec une arme de guerre sur le siège passager. Bernard et Agathe interviennent et arrachent l'arme. La fille, Pauline,  déclare vouloir se suicider devant son amant Alain Fédon, médecin, qui lui aurait refilé le SIDA. D'autre part, le chef-cuisinier d'un restaurant fête sa retraite avec ses collègues. Mais la cagnotte de 1 200 euros réunis par le personnel s'est volatilisée. Nadine et Rayann enquêtent. Julien Damon, jeune commis de cuisine repris de justice, a disparu depuis lors et est accusé du vol par le gérant. Il apparaît que l'argent volé n'a pas pu quitter le restaurant.

## Épisode 4:Les Bonnes Intentions
- Numéro : 113 (11.04)
- Scénaristes : Fabienne Facco et Armelle Robert
- Réalisation : Claire de La Rochefoucauld
- Première diffusion : 
  -  France : 2 mars 2007 sur France 2
- Invités : Donatienne Dupont : Cora, Charlie Dupont : Antoine Fauvel, Perkins Lyautey : Loïc Bertillon, Nathalie Besançon : Véronique Michelet, Swann Arlaud : Pierrick Le Guen
- Résumé : À la soupe populaire de l'association France-Solidarité, plusieurs SDF semblent avoir été empoisonnés par la soupe. Chloé et Lukas enquêtent. L'association, dirigée par Véronique Michelet, regroupe quelques bénévoles dont Loïc Bertillon. Ils mettraient des lardons dans la soupe pour faire fuir les Musulmans. Véronique Michelet ne tarde d'ailleurs pas à afficher son racisme. De leur côté, Bernard et Rayann enquêtent sur une agression. Ils découvrent que la victime, Stéphanie, fréquente une organisation écologique dont les membres se prétendent « sexactivistes ». Ils filment leurs ébats pour les revendre sous forme de cassettes et se financer ainsi.

## Épisode 5:Mauvais Élément
- Numéro : 114 (11.05)
- Scénariste : Jeffrey Frohner
- Réalisation : Gérard Vergez
- Première diffusion : 
  -  France : 9 mars 2007 sur France 2
- Invités : Sara Martins :  Dr Estelle Morin, Bénédicte Loyen : Capitaine Juliette Antoine
- Résumé : Dès son arrivée, le capitaine Juliette Antoine, ex-chef adjoint de la Crim' venue de Lille et nouvelle recrue de la P.J., est mal accueillie par la partie féminine de l'équipe ainsi que par Meurteaux. Bernard fait cependant le beau devant elle. Meurteaux demande à Agathe d'accompagner la nouvelle pour l'arrestation d'un pickpocket. Lors de l'interrogatoire, les méthodes de Juliette s'avèrent illégales. D'autre part, un garçon de 14 ans, Kevin Charentin, vient voir Lukas au sujet d'une agression récente, sur laquelle ce dernier enquête, et qui ressemble étrangement à une agression pour laquelle son père a été condamné il y a 3 ans. Persuadé de l'innocence de son père, le garçon demande à Lukas de rouvrir le dossier. C'est Bernard qui s'était occupé de l'affaire et il manque s'étouffer en apprenant qu'on remet son travail en question.

## Épisode 6:Jardins secrets
- Numéro : 115 (11.06)
- Réalisation : Claire de La Rochefoucauld
- Scénario : Corinne Elizondo
- Première diffusion : 
  -  France : 16 mars 2007 sur France 2
- Invités : Marie Berto : l'aide-ménagère, Frédéric Kontogom : Valois, Christophe Kourotchkine : Ambert, Daniel Tarrare : M. Bazet, Christophe Laparra : Antoine, Bernard Blancan : André Gérard, Christiane Conil : Mme Sourdin, Xavier Maly : Jean-Baptiste Folguière, Cédric Delsaux : Erwann Bazile
- Résumé : Le Jenny's bar est incendié par cocktail Molotov. Une indic de Léonetti, Mylène, 70 ans, ancienne prostituée, est très sérieusement brûlée. Rayann et Bernard découvrent alors l'existence d'un groupe de durs organisé par un ancien policier municipal, André Gérard. D'autre part, un horticulteur handicapé moteur, monsieur Ambert, aurait été victime d'une tentative de meurtre. La cuve de sa chaudière a en effet été entièrement vidée, le condamnant à mourir de froid. Agathe et Nadine sont chargées de l'enquête. La victime est en conflit permanent avec son propriétaire. Enfin, un imam vient se plaindre de vol de chaussures de luxe à la mosquée. Lukas est chargé d'élucider ce singulier vol.

## Épisode 7:Abus de faiblesse
- Numéro : 116 (11.07)
- Scénario : Murielle Magellan
- Réalisation : Gérard Vergez
- Première diffusion : 
  -  France : 23 mars 2007 sur France 2
- Invités : Sara Martins : Dr Estelle Morin, Nathalie Levy-Lang : Isabelle Martin, Daniel Lobé : Roland Kinetete, Anaïs Demoustier : Roxane Bellini, Jean-Charles Chagachbanian : Pascal Prou, Hubert Koundé : Dartois,Dan Simkovitch : femme discriminée
- Résumé : Un jeune garçon de 7 ans, Théo, a disparu. Sa mère, Isabelle, accuse Kinetete, le père dont elle est séparée, de l'enlèvement. Chloé et Maxime Lukas enquêtent et découvrent l'existence d'un deuxième homme, qui prétend être le véritable père de Théo, ce qui est confirmé par la mère. D'autre part, la famille de la jeune Roxanne Bellini est convaincue que celle-ci est exploitée par la secte Aniveata, dirigée par le gourou Pascal Prou, qui la « plumerait » sans vergogne. Comme elle a été émancipée, ses parents ne peuvent rien y faire et demandent l'aide de la PJ. Soupçonnant un abus de faiblesse, Rayann et Agathe prennent l'affaire en mains. Par ailleurs, le système de sécurité d'une agence bancaire empêche les obèses de rentrer dans l'agence ; Bernard, lui-même bien en chair, prend l'affaire à cœur : discrimination en fonction du poids.

## Épisode 8:Esprit d'initiative
- Numéro : 117 (11.08)
- Scénario : Gilles-Yves Caro
- Réalisation : Thierry Petit
- Première diffusion : 
  -  France : 30 mars 2007 sur France 2
- Invités : Lara Guirao : la commissaire Motard, Cédric Delsaux : Erwann Bazile, Nicolas Grandhomme : l'homme des cartes grises, Roland Copé : le tailleur
- Résumé : À la suite d'une fusillade, un lycéen est tué et un policier blessé. Bernard reconnaît un homme qu'il avait fait tomber pour vol à main armée la semaine précédente. Bernard mène sa propre enquête bien que Meurteaux lui ait ordonné de laisser l'affaire au commissaire Motard. Chloé et Nadine sont, quant à elles, sur la piste d'un escroc qui accumule les petites combines de recel. Elles identifient et interpellent Michel Rosetti, récemment sorti de prison. L'homme essayait de rembourser une dette qu'il avait contractée auprès d'un caïd en prison.

## Épisode 9:Femme fatale
- Numéro : 118 (11.09)
- Scénario : Jean Achab
- Réalisation : Thierry Petit
- Première diffusion : 
  -  France : 6 avril 2007 sur France 2
- Invités : Audrey Fleurot : Valérie Perrache, Sara Martins : Dr Estelle Morin, Éric Franquelin : Pascal Satis, Anthony Decadi : Jules, Faycal Zeghadi : Salem Charef
- Résumé : À la suite d'un appel téléphonique au secours, Agathe Monnier et Maxime Lukas découvrent une jeune femme, Valérie, séquestrée au domicile de Pascal Satis. Elle accuse celui-ci de l'avoir violée et obligée à regarder une vidéo zoophile. Le suspect qui nie tout est immédiatement arrêté. Avant de subir les examens médicaux pour viol, Valérie s'enfuit, si bien que les deux policiers décident de faire une rapide perquisition au domicile de Satis afin de contrôler ses dires. Là, ils surprennent Valérie accompagnée d'un malfrat notoire, revenue chercher de la drogue dissimulée dans la salle de bains. Pendant ce temps, Rayann et Chloé interpellent un adolescent de bonne famille appelé Jules, qui, afin d'empêcher le vol de son scooter, a frappé son agresseur avec son casque et l'a ainsi gravement blessé. Un autre garçon, Salem, était sur les lieux de la bagarre et a pris la fuite quand il a vu arriver les forces de l'ordre. Rattrapé, Chloé le soupçonne d'être impliqué dans cette affaire.

## Épisode 10:Service funèbre
- Numéro : 119 (11.10)
- Scénario : Jeffrey Frohner
- Réalisation : Claire de La Rochefoucauld
- Première diffusion : 
  -  France : 13 avril 2007 sur France 2
- Invités : Catherine Salviat : Adèle Contenet, Scali Delpeyrat : Thierry Laurent, Philippe Hérisson : Jean-Yves Fillon, Thomas Cerisola : Quentin Perles
- Résumé : En pleine rue, Louise Capalini a été victime d'un tir d'arme à feu et blessée à l'épaule au petit matin. Chloé et Lukas se rendent sur les lieux. La victime affirme qu'un individu ayant une cicatrice au visage a tenté de lui voler son sac, ce qui paraît bizarre car ce sac n'a pas disparu. Une enquête plus approfondie permet cependant de découvrir que Louise venait de coucher chez son amant ce matin-là. Les policiers subodorent alors une tentative de crime passionnel. Bernard et Nadine quant à eux se rendent sur les lieux d'un cambriolage effectué sans effraction au domicile d'un père de famille, un certain Fillon, lors de la cérémonie d'enterrement de son épouse. Le demi-frère de Fillon appelé Momo et doté d'un beau casier judiciaire est suspecté.

## Épisode 11:Convoitise
- Numéro : 120 (11.11)
- Scénario : Armelle Robert et Fabienne Facco
- Réalisation : Claire de La Rochefoucauld
- Première diffusion : 
  -  France : 20 avril 2007 sur France 2
- Invités : Josiane Stoléru : Mme Ramirez, Marie Vincent : Clémentine Berty, Éric Naggar : Manuel Boulogne, Isabelle Leprince : Catherine Vigier, Bernard Allouf : M. Berty
- Résumé : Bernard et Agathe explorent une cave à la suite de la plainte d'un voisin qui assure avoir entendu des gémissements. Ils y découvrent un coton imbibé de chloroforme, un jeton de laverie et un vieux matelas. Agathe pense à un enlèvement, mais la victime a disparu. Chloé et Lukas enquêtent de leur côté sur une affaire de viol subi par une femme trentenaire, Clémentine Berty. Mais cagoulé, ganté et muni d'un préservatif, le violeur n'a pas laissé de traces. Au cours de leur enquête, ils découvrent que la victime fréquentait un club échangiste, avec son mari mais contre le bon gré de celui-ci. Ceci donne à Chloé l'occasion d'exprimer sa profonde réprobation et de s'accrocher une fois de plus avec le tolérant Lukas. Les policiers pensent que le violeur pourrait faire partie des membres de ce club.

## Épisode 12:Vide-grenier
- Numéro : 121 (11.12)
- Scénario : Jean-Luc Nivaggioni
- Réalisation : Gérard Vergez
- Première diffusion : 
  -  France : 27 avril 2007 sur France 2
- Invités : Sara Martins : Dr Estelle Morin, Audrey Fleurot : Valérie Perrache, Igor Skreblin : Norbert Céjak
- Résumé : Un vide-grenier a été organisé devant le commissariat, question de communication. Cyrille Merlot, un employé d'une fabrique de vêtements pour l'armée, a été grièvement blessé lors d'une explosion survenue dans l'entreprise. On retrouve des débris de grenade. Le patron, Norbert Céjak, fuit visiblement la police, qui découvre des lettres de menaces anonymes dans un de ses dossiers. De son côté, Bernard Léonetti doit s'occuper d'une certaine Sylvie Dumont qui accuse un brocanteur de recel de la montre de son grand-père, volée il y a quelques mois. Pendant ce temps, Valérie Perrache en cavale se rend chez Maxime Lukas, lequel profite rapidement de ses charmes, avant de la livrer à ses collègues policiers.

## Épisode 13:Crise d'identité
- Numéro : 122 (11.13)
- Scénario : Jean Achab
- Réalisation : Gérard Vergez
- Première diffusion : 
  -  France : 4 mai 2007 sur France 2
- Invités : Marie-Paule Belle : Ingrid, Donatienne Dupont : Cora, Dan Herzberg : Courcelles/Bruno Mandrin, Chrystelle Labaude : Laura
- Résumé : Agathe Monnier est appelée pour un cambriolage dans un grand appartement dont l'occupante est en vacances. Elle interpelle bientôt un suspect accroché au plafond. Le seul objet dérobé est une tablette de chocolat. Amené au commissariat, le suspect parvient à s'habiller en policier et prend une femme en otage. De son côté, Bernard Léonetti s'intéresse au passé d'un certain Diego Lourson. En effet, une jeune femme qui s'est récemment suicidée a laissé une lettre qui désigne cet homme comme étant son violeur. Mais Bernard manque de preuves. Or, une certaine Agnès Bourdelle a porté plainte il y a plusieurs mois pour avoir subi des sévices semblables. Interrogée par Bernard et Nadine, Agnès, qui vit avec sa sœur Noémie, refuse de témoigner.